# Birino
Birino (en macédonien Бирино) est un village du centre de la Macédoine du Nord, situé dans la municipalité de Krouchevo. Le village ne comptait aucun habitant en 2002. 